# イロ・ドリ・とりっぷ
『イロ・ドリ・とりっぷ』は、フジテレビ系列で2018年1月9日から2月27日まで毎週火曜日 23:30 - 23:40（JST）に放送されていた旅バラエティ番組である。また、ミニ番組である。

## 概要
当番組は、人々の生活にも完全に定着し、また「旅」を楽しむ要素としても今や欠かせないのが、「SNS映え」する世界で一枚だけの写真。そんな唯一無二のポップで高感度な写真を求めながら新しい旅に、時代を映すニュースタイルのトリップとしておしゃれ感度抜群のモデルの堀田茜が「編集者」として旅立つバラエティ番組である。
尚、堀田は前番組『ゴマンゾク』からの引き続きの出演となる。

## 出演者
彩（いろ）・撮り（どり）・とりっぷ 編集者
- 堀田茜

カメラマン
- 大杉隼平

編集長
- 波岡一喜

## ネット局
| 放送対象地域   | 放送局                      | 系列           | 放送日時             |
| -------------- | --------------------------- | -------------- | -------------------- |
| 関東広域圏     | フジテレビ（CX） 【制作局】 | フジテレビ系列 | 火曜日 23:30 - 23:40 |
| 北海道         | 北海道文化放送（uhb）       | フジテレビ系列 | 火曜日 23:30 - 23:40 |
| 岩手県         | 岩手めんこいテレビ（mit）   | フジテレビ系列 | 火曜日 23:30 - 23:40 |
| 宮城県         | 仙台放送（OX）              | フジテレビ系列 | 火曜日 23:30 - 23:40 |
| 秋田県         | 秋田テレビ（AKT）           | フジテレビ系列 | 火曜日 23:30 - 23:40 |
| 山形県         | さくらんぼテレビ（SAY）     | フジテレビ系列 | 火曜日 23:30 - 23:40 |
| 福島県         | 福島テレビ（FTV）           | フジテレビ系列 | 火曜日 23:30 - 23:40 |
| 長野県         | 長野放送（NBS）             | フジテレビ系列 | 火曜日 23:30 - 23:40 |
| 新潟県         | 新潟総合テレビ（NST）       | フジテレビ系列 | 火曜日 23:30 - 23:40 |
| 静岡県         | テレビ静岡（SUT）           | フジテレビ系列 | 火曜日 23:30 - 23:40 |
| 富山県         | 富山テレビ（BBT）           | フジテレビ系列 | 火曜日 23:30 - 23:40 |
| 石川県         | 石川テレビ（ITC）           | フジテレビ系列 | 火曜日 23:30 - 23:40 |
| 福井県         | 福井テレビ（FTB）           | フジテレビ系列 | 火曜日 23:30 - 23:40 |
| 中京広域圏     | 東海テレビ（THK）           | フジテレビ系列 | 火曜日 23:30 - 23:40 |
| 近畿広域圏     | 関西テレビ（KTV）           | フジテレビ系列 | 火曜日 23:30 - 23:40 |
| 島根県・鳥取県 | 山陰中央テレビ（TSK）       | フジテレビ系列 | 火曜日 23:30 - 23:40 |
| 岡山県・香川県 | 岡山放送（OHK）             | フジテレビ系列 | 火曜日 23:30 - 23:40 |
| 広島県         | テレビ新広島（tss）         | フジテレビ系列 | 火曜日 23:30 - 23:40 |
| 愛媛県         | テレビ愛媛（EBC）           | フジテレビ系列 | 火曜日 23:30 - 23:40 |
| 高知県         | 高知さんさんテレビ（KSS）   | フジテレビ系列 | 火曜日 23:30 - 23:40 |
| 福岡県         | テレビ西日本（TNC）         | フジテレビ系列 | 火曜日 23:30 - 23:40 |
| 佐賀県         | サガテレビ（sts）           | フジテレビ系列 | 火曜日 23:30 - 23:40 |
| 長崎県         | テレビ長崎（KTN）           | フジテレビ系列 | 火曜日 23:30 - 23:40 |
| 熊本県         | テレビ熊本（TKU）           | フジテレビ系列 | 火曜日 23:30 - 23:40 |
| 鹿児島県       | 鹿児島テレビ（KTS）         | フジテレビ系列 | 火曜日 23:30 - 23:40 |
| 沖縄県         | 沖縄テレビ（OTV）           | フジテレビ系列 | 火曜日 23:30 - 23:40 |